# Istmo do Suez
O istmo do Suez é um estreito istmo que separa o mar Mediterrâneo do mar Vermelho, ligando os continentes africano e Asiático, no qual foi construído o canal do Suez.